# Марко Четкович
Марко Четкович (чорн. Marko Ћетковић; 10 липня 1986) — чорногорський футболіст, півзахисник клубу «Морнар».
Виступав, зокрема, за клуби «Зета» та «Могрен», а також молодіжну збірну Чорногорії.

## Клубна кар'єра
Вихованець футбольної школи клубу «Црвена». 
Футбольну кар'єру розпочав 2003 року виступами за «Младость Подгориця». Влітку 2006 Марко переходить до клубу «Зета», де провів один сезон.
31 серпня 2007 уклав однорічний контракт із сербським клубом «Партизан».
У серпні 2008 повернувся на батьківщину цього разу до команди «Могрен».
У липні 2011 Четкович уклав трирічний контракт з польським клубом «Ягеллонія» (Білосток). Відігравши за «Ягеллонію» лише один сезон два наступні роки на правах оренди виступав за клуби «Бурірам Юнайтед» та «Подбескідзе».
У липні 2013 уклав однорічний контракт з чорногорською командою «Будучност».
16 серпня 2014 Марко перейшов на один рік до албанського клубу «Лачі». Після першого сезону в складі албанської команди Марко відмовився від пропозицій інших албанських команд таких, як «Скендербеу», «Кукесі», «Партизані» та «Тирана» і продовжив контракт з «Лачі» ще на один рік. У квітні 2016 року в півфіналі Кубка Албанії 2015—2016 чорногорець забив два м'ячі в ворота «Скендербеу». У фіналі в серії пенальті його клуб поступився «Кукесі». У червні Марко покинув албанську команду.
14 червня 2016 уклав контракт з боснійською командою «Сараєво».
12 січня 2017 Четкович повертається до албанської Суперліги підписавши шестимісячний контракт з «Партизані».
Влітку 2017 після дванадцятирічної перерви Марко повернувся до рідного клубу «Младость Подгориця».
13 червня 2018 Четкович уклав однорічний контракт з «Сутьєскою».
З 2021 року захищає кольори клубу «Морнар».

## Виступи за збірні
2013 року провів три гри в складі юнацької збірної Сербії та Чорногорії U-17.
У складі молодіжної збірної Чорногорії провів дев'ять матчів.
З 2011 по 2013 відіграв шість матчів у складі національної збірної Чорногорії.

## Титули і досягнення

### Клубні
- Чемпіон Чорногорії (2):

«Могрен»: 2010-11
«Сутьєска»: 2018-19
- Володар Кубка Албанії (1):

«Лачі»: 2014-15
- Володар Суперкубка Албанії (1):

«Лачі»: 2015
- Володар Кубка Чорногорії (1):

«Младост» (Подгориця): 2017-18

### Особисті
Найкращий бомбардир Чемпіонату Чорногорії (1)
«Сутьєска»: 2019-20